# Pridodana poluneparna vena
Pridodana poluneparna vena (lat. vena hemiazygos accessoria) je vena u lijevoj strani prsne šupljine (s lijeve strane kralježnice) koja odovodi deoksigeniranu krv (najčešće) iz petog do osmog međurebrenog prostora.   
Pridodana poluneparna vena može znatno varirati u veličini i području koje drenira, što ovisi o lijevoj gornjoj međurebrenoj veni (lat. vena intercostalis superior sinistra).
U pridodanu poluneparnu venu ulijevaju se stražnje međurebrene vene (4. – 7.), a ponekad i bronhalne vene, a ona se može ulijevati u poluneparnu venu (lat. vena hemiazygos) ili preći na desnu stranu i ulijevati se izravno u neparnu venu (lat. vena azygos).